# ميسون بنت بحدل
ميسون بنت بحدل بن أنيف الكلبية (ماتت في عام 80 هـ/700م)، زوجة الخليفة الأموي الأول ومؤسس الخلافة الأموية معاوية بن أبي سفيان، ووالدة الخليفة الأموي الثاني يزيد بن معاوية، وبهذا كان لها دور كبير في الحياة السياسية في الخلافة الأموية.
وهي من أقدم الشاعرات العربيات ذوات السمعة الطيبة. إلا أنه قد يبدو أن هذه الشهرة تعود إلى امرأة أخرى لها الاسم ذاته، هي ميسون بنت جندل الفزارية.

## حياتها
كانت من قبيلة بدو بنو كلب، وتنتمي إلى الكنيسة السريانية الأرثوذكسية، وهي ابنة زعيم القبيلة بحدل بن أنيف بن دلجة بن قنافة بن زهير بن حارثة بن جناب. تزوجت من معاوية في عام 645 بدوافع سياسية، فهي ابنة زعيم قبيلة بني كلب التي ظلت محايدة إلى حد كبير عند دخول المسلمين إلى الشام. وعندما أودى الطاعون بحياة الكثيرين من جيش المسلمين في دمشق، استطاع معاوية بزواجه من ميسون أن يجند المسيحيين السريان الأرثوذكس ضد الرومان. وأنجبت طفلها الوحيد يزيد في عام 646.
وفقًا لما ذكرته المستشرقة التركية نابيا أبوت، فإن ميسون كانت مشغولة الذهن بحياة طفلها الصغير، فكانت تهتم بتعليمه كثيراً. وأخذته معها إلى البادية في جنوب تدمر حيث قضى طفولته. كما أنها أيضًا كانت باهرة الحُسن تتزين بأبهى الثياب. ورافقت معاوية ذات مرة في رحلة استكشافية إلى آسيا الصغرى.

## أشعار ميسون بنت بحدل
عُرفت ميسون بنت بحدل زوجة معاوية الخليفة الأموي الأول في مصادر أخرى باسم ميسون بنت جندل. لكن، يبدو أن بنت جندل امرأة أخرى تنتمي إلى بني فزارة. يبدو أن ميسون تلك هي صاحبة القصيدة الشهيرة التالية، التي غالبًا ما نُسبت خطأ إلى ميسون بنت بحدل، الأمر الذي صور زوجة معاوية بأنها تفضل حياة البداوة عن قصرها في دمشق. حتى أنه ذاع أن معاوية طلق ميسون بنت بحدل بسبب إهانته في تلك القصيدة. وأنها أخذت ابنها معها ليترعرع في البادية.
ومن أبيات القصيدة:
وتعد هذه القصيدة الشعرية واحدة من أشهر القصائد النسائية في التعبير عن الحنين إلى العودة للعيش في الصحراء عن مجتمع المدن متزايد التحضر.
وهناك مصادر تقول أنها كانت نصرانية، وظلت على دينها.

## روايتها للحديث
روت عن الخليفة معاوية عن النبي محمد.

## أسرتها
- الأب: بحدل بن أنيف.
- الأم: أسدة بنت أسيد.
- الزوج: معاوية بن أبي سفيان الأموي.
- الأبناء:
  - يزيد بن معاوية الأموي.
  - أمة رب المشارق (توفيت صغيرة).